# Hugo Rafael Soto
Hugo Rafael Soto est un boxeur argentin né le 16 août 1967 à San Fernando del Valle de Catamarca.

## Carrière
Passé professionnel en 1988, il devient champion d'Argentine puis d'Amérique du Sud des poids mouches en 1990 et 1992 mais échoue lors d'un championnats du monde WBC de la catégorie face à Yuriy Abachakov le 1er mai 1994. Soto perd également un combat pour le titre WBC des poids super-mouches contre Johnny Tapia le 17 août 1996 avant de remporter la ceinture WBA des poids mouches le 29 mai 1998 aux dépens de Jose Bonilla. Il est en revanche battu dès sa première défense contre Leo Gamez le 13 mars 1999.
Hugo Rafael Soto s'empare du titre national des poids super-coqs en 2002 et des poids coqs en 2003 mais perd en 2004 contre Jorge Linares. Il met un terme à sa carrière de boxeur après ce combat sur un bilan de 55 victoires, 10 défaites et 2 matchs nuls.